# Wet op de weerkorpsen
De Wet op de weerkorpsen is in 1935 door de ministers H. Colijn, J.A. de Wilde (beiden ARP) en J.R.H. van Schaik (RKSP) ontworpen en op 11 september 1936 ingevoerd om het optreden van ordediensten en burgerwachten te reguleren en een uniformverbod in te voeren voor politieke partijen in Nederland.
De wet kende in 1936 drie hoofdstukken met in totaal dertien artikelen. In de vernieuwde wet, die sinds 1999 van kracht is, zijn het tweede en derde hoofdstuk geschrapt zodat alleen de vijf artikelen uit het eerste hoofdstuk overgebleven zijn.
In het eerste artikel wordt de deelname aan of de oprichting van een weerkorps strafbaar gesteld, tenzij het weerkorps door een algemene maatregel van bestuur opgericht is. In het tweede artikel wordt een overtreding van artikel 1 aangemerkt als overtreding die bestraft wordt met een gevangenisstraf van maximaal een half jaar of een geldboete van de derde categorie. In het derde artikel wordt een opzettelijke overtreding van artikel 1 aangemerkt als een misdrijf die bestraft wordt met een gevangenisstraf van maximaal een jaar of een geldboete van de vierde categorie.
Particuliere beveiligingsbedrijven, recherchebureaus en bepaalde bestuursorganen vallen onder deze (inmiddels sterk ingekrompen) wet en onder de nieuwe Wet Particuliere Beveiligingsorganisaties en Recherchebureaus (WPBR). De WPBR is ingevoerd omdat een aantal oude bepalingen in de Wet op de weerkorpsen om meerdere redenen aan vervanging toe waren. Zo was de tekst ervan tamelijk verouderd en niet langer van toepassing op de (op dat moment) actuele situatie. De combinatie met "weerkorpsen" en "weermacht" deed te veel denken aan de Wehrmacht, de WA, de SA en de SS. Reden voor het instellen voor het verbod voor een weerkorps lag in het ontstaan van de NSB in Nederland.
Het was vanaf 1936 niet langer toegestaan om zonder toestemming van de overheid een eenheid op te richten die orde en rust ging handhaven. Vandaag de dag moet er nog steeds toestemming komen van de overheid om een beveiligingsbedrijf op te richten. De werkzaamheden moeten aangemeld en bekend zijn bij de korpschef (commissaris) van de Regiopolitie. Zowel de top van de organisatie als de beveiligers dienen justitieel gescreend te worden en mogen geen strafblad hebben. Heeft men die toch, dan wordt er geen vergunning verstrekt.